# بال‌ها (ترانه لیتل میکس)
«بال‌ها» یک تک‌آهنگ از لیتل میکس است که در ۲۴ اوت ۲۰۱۲ منتشر شد.
این تک‌آهنگ در چارت‌های ، اسکاتلند، بریتانیا، ایرلند در رتبه اول و در چارت‌های استرالیا، جزو ده ترانه اول قرار گرفت.